# Helina pyrrhopyga
Helina pyrrhopyga är en tvåvingeart som beskrevs av Adrian C. Pont 1975. Helina pyrrhopyga ingår i släktet Helina och familjen husflugor. Inga underarter finns listade i Catalogue of Life.